# Jereka (potok)
Jereka je potok, ki izvira vzhodno od vasi Podjelje na Pokljuki. Pred vasjo Jereka se mu priduži še potok Jerečica. Pri vasi Bitnje se kot levi pritok izliva v Savo Bohinjko.